# Dosinia amamiensis
Dosinia amamiensis is een tweekleppigensoort uit de familie van de Veneridae. De wetenschappelijke naam van de soort is voor het eerst geldig gepubliceerd in 2005 door Okutani.